# 886
Évszázadok: 8. század – 9. század – 10. század
Évtizedek: 830-as évek – 840-es évek – 850-es évek – 860-as évek – 870-es évek – 880-as évek – 890-es évek – 900-as évek – 910-es évek – 920-as évek – 930-as évek
Évek: 881 – 882 – 883 – 884 –  885 – 886 – 887 – 888 – 889 – 890 – 891

## Események

### Európa
- Konstantinápolyban Ióannész Kurkuasz főparancsnok vezetésével 66 szenátor és más arisztokrata összeesküszik I. Baszileiosz császár ellen. Tervükre fény derül, a császár valamennyiük vagyonát elkobozza, őket pedig kolostorba zárja.
- Augusztusban a 75 éves Baszileioszt súlyos vadászbaleset éri, öve beleakad egy szarvas agancsába, amely állítólag 16 mérföldön keresztül vonszolja őt az erdőben. A császár sebei elfertőződnek és lázas betegségben meghal. Utódja VI. (Bölcs) León, aki hivatalosan az ő fia, de a közvélekedés szerint (maga a császár véleménye szerint is) III. Mikhaél gyereke (León anyja, Eudokia Ingerina Mikhaél szeretője volt, akit a látszat kedvéért férjhez adtak Baszileioszhoz). León első dolga a koronázás után, hogy a meggyilkolt III. Mikhaélt császári pompával újratemetteti.
- VI.León leváltja Phótiosz konstantinápolyi pátriárkát, akit egy messzi örményországi kolostorba száműz. Helyére a császár saját öccsét, a 19 éves I. Sztephanoszt helyezi.
- Odó párizsi gróf segítséget kér Kövér Károly frank császártól a Párizst ostromló vikingek ellen. Májusban érkezik egy felmentő sereg, de annak vezetőjét, Babenberg Henrik őrgrófot – miután lovával egy árokba zuhant – a vikingek megölik. A frank fősereg októberben érkezik meg és Kövér Károly kiegyezik a vikingekkel, akik 700 font ezüst fejében elvonulnak.
- Meghal I. Adalbert toszkánai gróf. Utóda fia, II. Adalbert.
- Meghal I. Muhammad córdobai emír. Utóda fia, al-Mundir.
- Nagy Alfréd wessexi király visszafoglalja Londont a vikingektől és a várost vejére, Æthelred merciai hercegre bízza. Alfréd ezt követően felveszi az angolszászok királya címet (miután a többi angolszász királyságot vagy elpusztították a vikingek vagy behódoltak Wessexnek).
- I. Szvatopluk morva fejedelem a katolikus német egyház nyomására elűzi országából a bizánci Szent Cirill és Metód tanítványait. Azok Bulgáriába menekülnek, ahol I. Borisz fejedelem tisztelettel fogadja őket és engedélyezi hogy Ohridi Kelemen és Preszlavi Naum egyházi iskolát alapítson.

### Korea
- Meghal Hongang, Silla királya. Utóda öccse, Csonggang.

## Születések
- Ibn Mukla, az Abbászidák vezírje, kalligráfus

## Halálozások
- március 9. – Abu Masar al-Balhí, perzsa asztrológus
- augusztus 29. – I. Baszileiosz, bizánci császár
- I. Adalbert, toszkánai gróf
- Bernard Plantapilosa, aquitániai őrgróf
- Babenberg Henrik, frank őrgróf
- Hongang, sillai király
- I. Muhammad, córdobai emír

## Fordítás
- Ez a szócikk részben vagy egészben  a(z)   886 című angol Wikipédia-szócikk ezen változatának fordításán alapul.  Az eredeti cikk szerkesztőit annak laptörténete sorolja fel. Ez a jelzés csupán a megfogalmazás eredetét és a szerzői jogokat jelzi, nem szolgál a cikkben szereplő információk forrásmegjelöléseként.